# Wydział Muzyki i Tańca Wyższej Szkoły Sztuk Scenicznych w Bratysławie
Wydział Muzyki i Tańca Wyższej Szkoły Sztuk Scenicznych w Bratysławie (słow. Hudobná a tanečná fakulta Vysokej školy múzických umení v Bratislave) został założony w 1953 roku. Obecnie (2012) dziekanem wydziału jest doc. Mária Heinzová.

## Katedry wydziału[3]
- Katedra instrumentów klawiszowych i muzyki kościelnej
- Katedra kompozycji i dyrygowania
- Katedra śpiewu
- Katedra instrumentów smyczkowych i dętych
- Katedra teorii muzyki
- Katedra spektakli tanecznych
- Katedra muzyki kameralnej
- Katedra akompaniamentem fortepianu
- Zakład muzyki kameralnej
- Zakład akompaniamentu fortepianowego